# Conservació i restauració

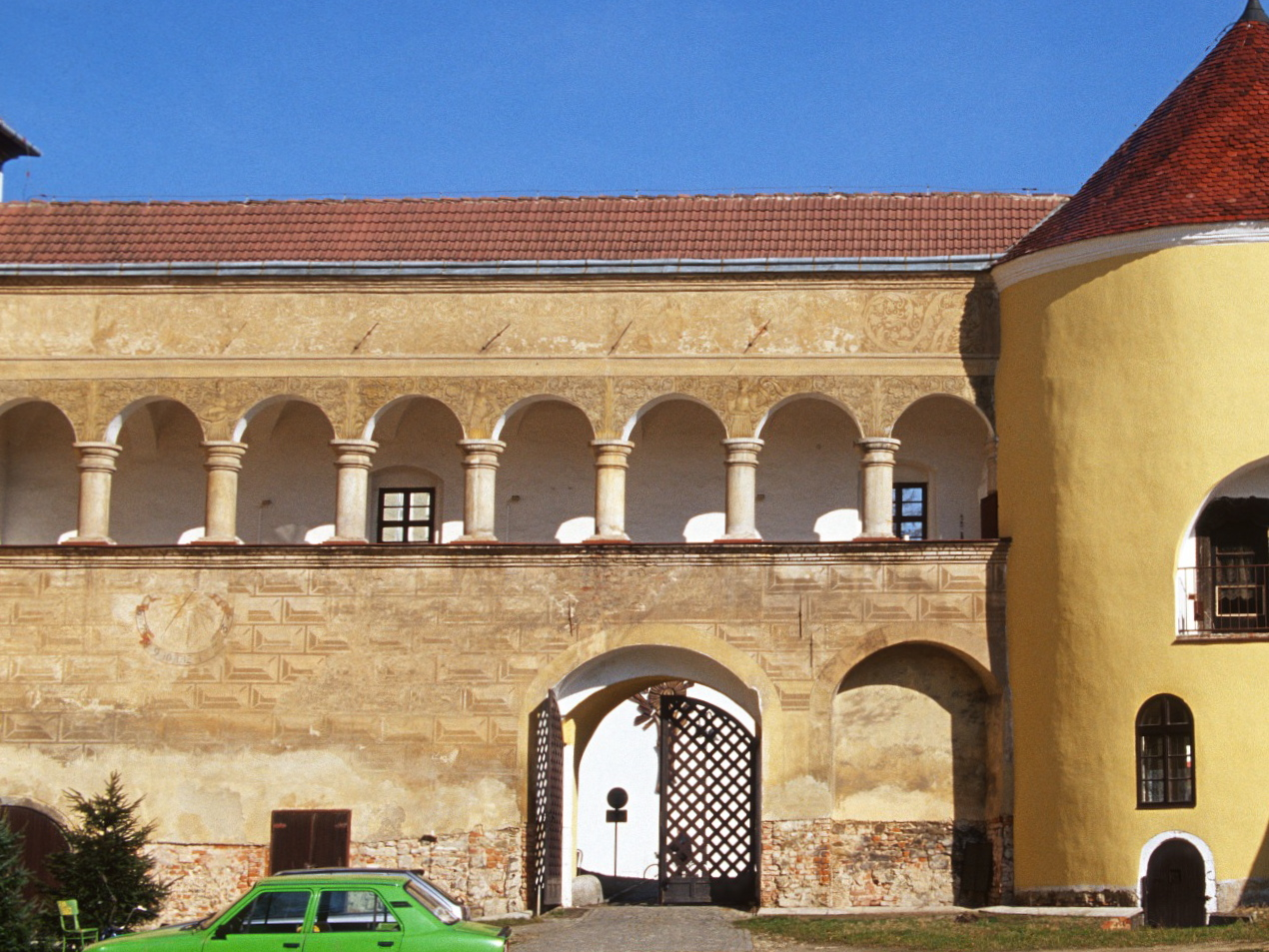
La porta del castell de Krnov el 2001, abans de la restauració.

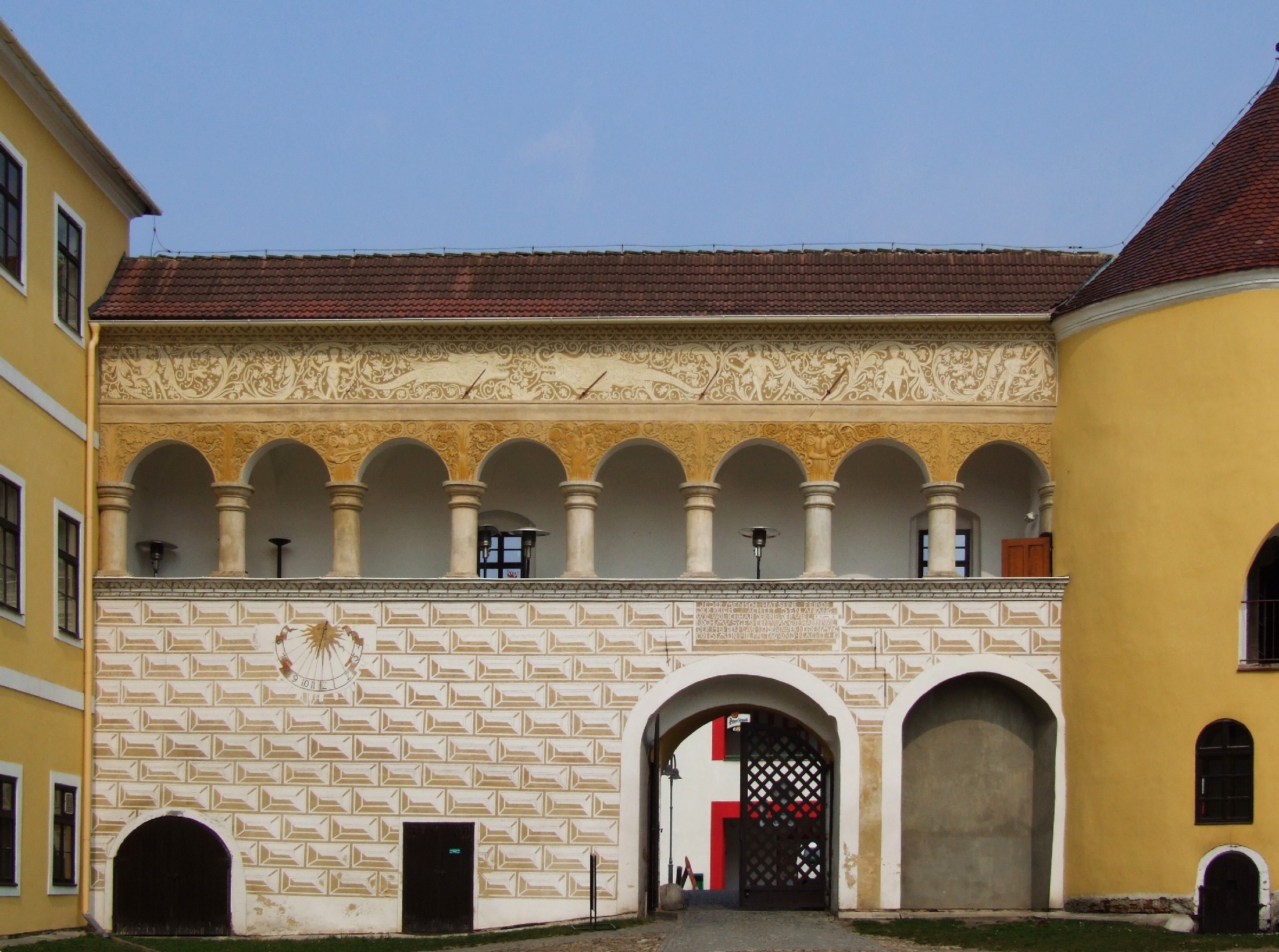
La porta del castell de Krnov el 2009, després de la restauració.

La conservació i restauració és una disciplina dedicada a la preservació del patrimoni cultural, protegint-lo de la degradació per tal que estigui disponible per a futures generacions. Les activitats de conservació inclouen exàmens, documentació, tractament i cura preventiva dels objectes tractats. La definició tradicional del paper del conservador implica l'examen i conservació de patrimoni cultural fent servir "mètodes que resultin eficaços per conservar un objecte en unes en les seves condicions originals durant el màxim temps possible."
Tanmateix la definició del paper del conservador s'ha ampliat incloent la idea d'administració ètica. El conservador aplica algunes directrius ètiques simples, com la intervenció mínima; l'ús de materials apropiats i mètodes reversibles, per reduir possibles problemes amb futurs tractaments, usos o investigacions; o la documentació de tot el treball realitzat.

## Història
La cura del patrimoni cultural té una llarga història dins de les tradicions de fixació i reparació d'objectes, i en les restauracions d'obres d'art individuals. Durant el segle xix, els camps de la ciència i l'art es van començar a entrellaçar cada vegada més i científics com Michael Faraday van començar a estudiar els efectes nocius del medi ambient a les obres d'art. Louis Pasteur també va dur a terme anàlisis científiques sobre la pintura durant aquest període. Tanmateix, potser el primer intent organitzat de conservar patrimoni cultural va ser la Societat per a la Protecció d'Edificis Antics del Regne Unit, influïda per les publicacions de John Ruskin. La societat va ser fundada per William Morris i Philip Webb el 1877. Durant el mateix període un moviment amb propòsits similars també s'havia desenvolupat a França sota la direcció d'Eugène Viollet-le-Duc, un arquitecte francès i teòric, famós per les seves particulars "restauracions" d'edificis medievals.
La conservació es va començar a desenvolupar com a camp d'estudi independent a Alemanya, quan el 1888 Friedrich Rathgen es va convertir en el primer farmacèutic a ser contractat per un museu, el Koniglichen Museen de Berlín (Museus Reials de Berlín). No només va desenvolupar una aproximació científica a la cura d'objectes a les col·leccions, sinó que també va publicar el seu propi "Manual de Conservació" el 1898.

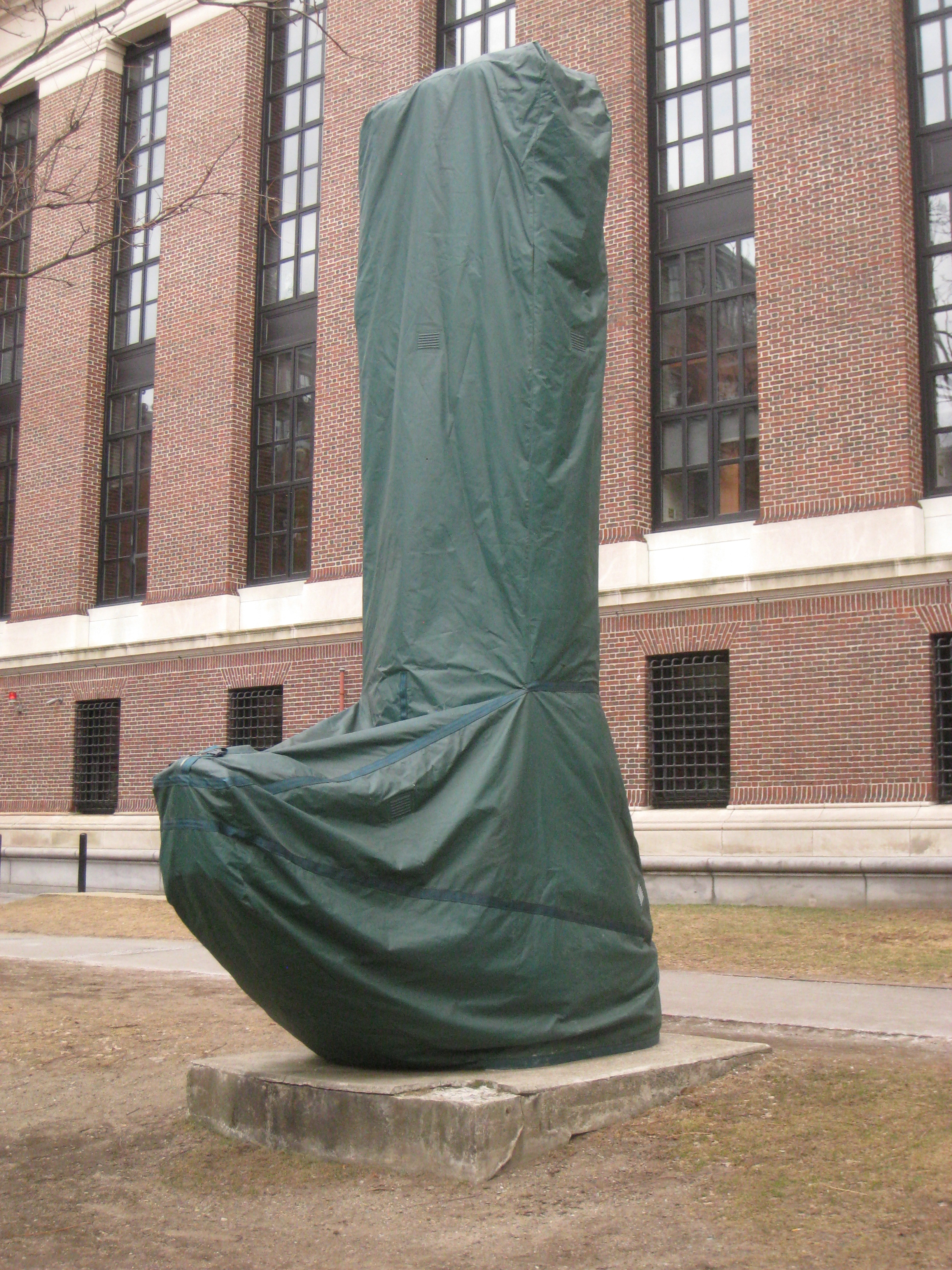
Des de 1998, la Universitat Harvard embolica algunes de les estàtues valuoses al seu campus amb cobertes impermeables tots els hiverns, per protegir-les de l'erosió provocada per la pluja àcida.

Els inicis del desenvolupament de la conservació en qualsevol àrea del món està connectat normalment amb la creació de llocs de treballs per a farmacèutics dins de museus. El 1924 el farmacèutic Harold Plenderleith, del Regne Unit, començava a treballar en el Museu Britànic amb el doctor Alexander Scott al tot just creat Departament de Recerca Científica i Industrial, donant així naixement a la professió de conservació al Regne Unit. Aquest departament havia estat creat pel museu per fixar objectes de la col·lecció que s'havien començat a deteriorar ràpidament com a resultat de ser emmagatzemats als túnels subterranis del Metro de Londres durant la Primera Guerra Mundial. El desenvolupament d'aquest departament al Museu Britànic ampliava el focus per al desenvolupament de l'ofici de la conservació d'Alemanya a la Gran Bretanya, i el 1956, Plenderleith va escriure un manual significatiu anomenat The Conservation of Antiquities and Works of Art (La Conservació d'Antiguitats i Obres d'Art), convertint-se en un dels llibres de referència i considerat durant molt de temps com el manual bàsic dels conservadors.
Als Estats Units el desenvolupament de conservació es pot localitzar al Fogg Art Museum, on el seu director Edward Waldo Forbes, fomentava la investigació tècnica i va contractar químics com Rutherford John Gettens, que va ser el primer farmacèutic estatunidenc en ser contractat per un museu d'art. Va treballar amb George L. Stout, el fundador i primer editor de Technical Studies, amb qui el 1942 va publicar Painting Materials: A Short Encyclopaedia, un altre dels llibres de referència del sector. Només una petita part de les idees i descripcions d'aquest llibre han quedat antiquades.
Posteriorment, a Gran Bretanya es va aprofondir en la creació de teories de conservació, facilitant que es creessin els primers organismes internacionals de conservació. L'Institut Internacional per a la Conservació (International Institute for Conservation), (IIC), es va constituir sota la llei britànica el 1950 com "una organització permanent per coordinar i millorar els coneixements, mètodes i normes de treball necessaris per protegir i preservar els materials preciats de tota mena."
El ràpid creixement d'organitzacions professionals de conservació i l'aparició de publicacions, diaris, butlletins, tant internacionalment com a nivell local, ha encapçalat el desenvolupament de la professió, tant a nivell pràctic com teòric. Els historiadors d'art i els teòrics com Cesare Brandi també han tingut un paper significatiu desenvolupant teories de restauració i conservació. En aquests darrers anys les preocupacions ètiques han estat en el primer pla del desenvolupament en la conservació. Un dels aspectes més significatius ha estat l'aparició del que es coneix com a conservació preventiva. Aquest concepte es basa en part sobre els estudis iniciats per Garry Thomson al seu llibre The Museum Environment (l'Ambient de Museu), publicat el 1978. Thomson va estar relacionatt a la National Gallery de Londres, on va establir un conjunt de directrius o controls ambientals, definint les condicions òptimes en què els objectes poden ser emmagatzemats mostrats dins del mateix museu. Tot i que les seves indicacions no es van seguir exactmanet, van servir de base per desenvolupar aquest camp de la conservació.
A Catalunya, un dels centres més representatius és el Centre de Restauració de Béns Mobles de Catalunya, que es troba a Valldoreix, al Vallès Occidental.

## Ètica
El treball d'un conservator és guiat per estàndards ètics. Aquests prenen la forma d'ètica aplicada. Els estàndards ètics s'han establert a través del món, i s'han escrit directrius ètiques nacionals i internacionals, com per exemple el Codi ètic i directrius pràctiques de l'American Institute for Conservation o la guia Ethical issues in conservation, on es proporcionen articles sobre assumptes ètics en la conservació i directrius per a la conducta professional en conservació i camps aliats; i cartes i tractats que pertanyen a assumptes ètics que impliquen la conservació de patrimoni cultural.

## Especialitzacions

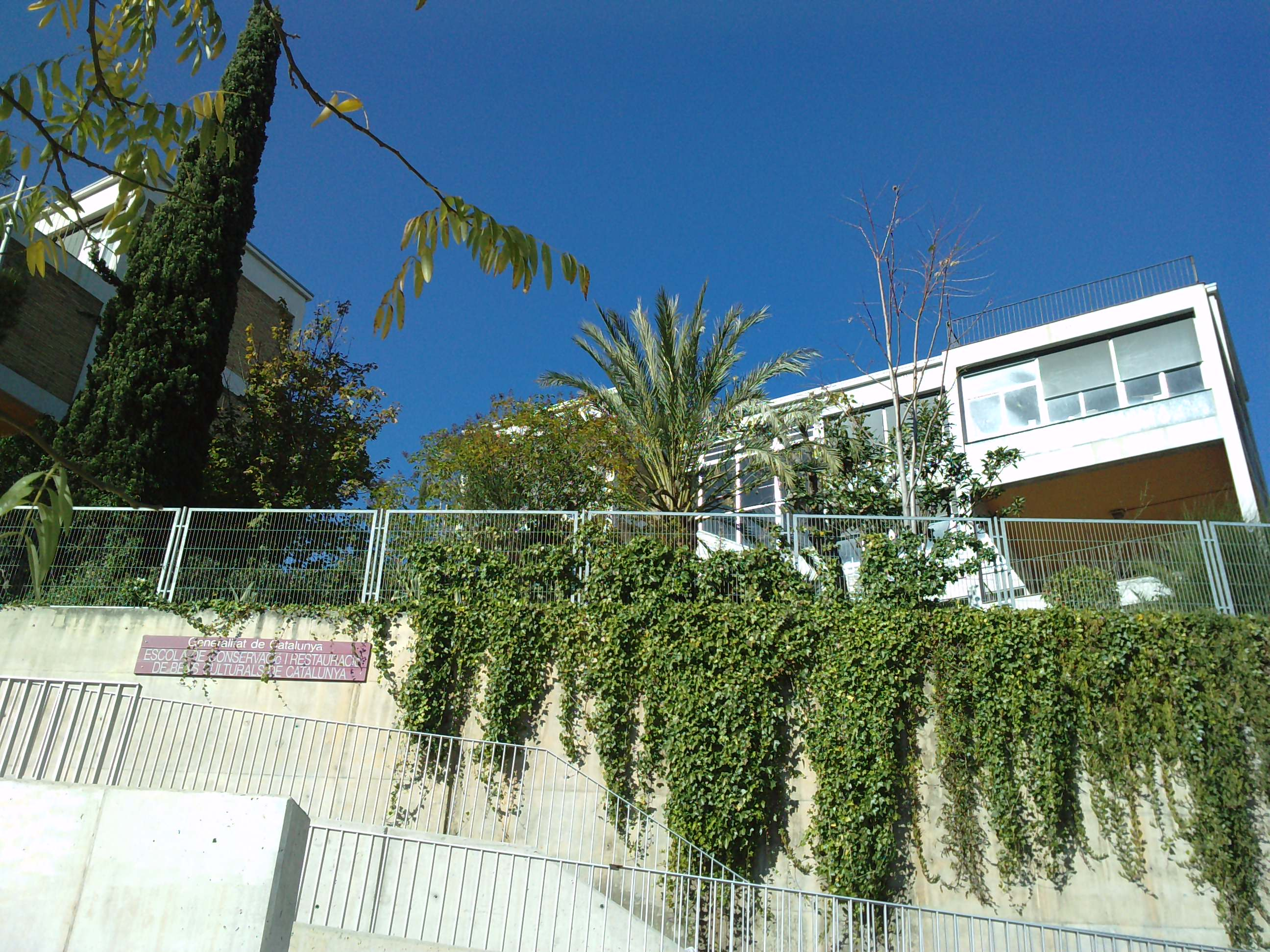
Escola Superior de Conservació i Restauració de Béns Culturals de Catalunya

La conservació és una professió molt àmplia que abasta moltes àrees especialitzades. Algunes d'aquestes especialitats dins de la conservació d'art inclouen: 
- Conservació de documents gràfics, especialitat en tenir cura de tota mena de textos, papers, gravats, incunables...
- Conservació de mitjans de comunicació electrònica
- Preservació digital
- Conservació de Monuments historicoartístics
- Conservació arquitectònica
- Conservació d'objectes (arqueològica, etnogràfica, i escultòrica)
- Conservació de mobiliari i qualsevol tipus d'objectes realitzats amb fusta
- Conservació de ciències naturals
- Conservació de pintura
- Conservació de fotografia
- Conservació de cinema
- Conservació tèxtil
- Conservació d'art contemporani

## Mètodes

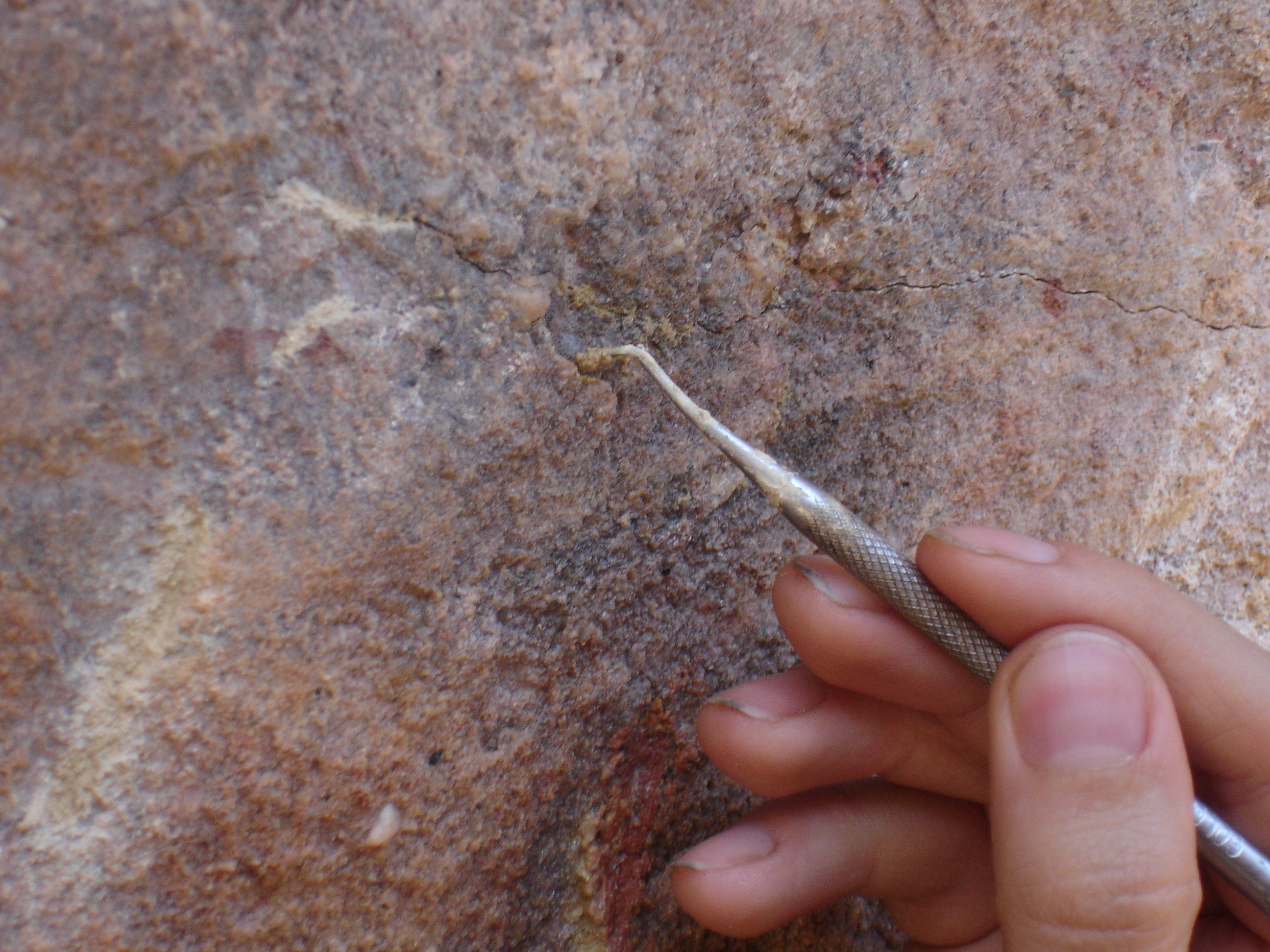
Treball de conservació preventiva en una paret de roca al Parc nacional de Serra da Capivara.

L'objectiu principal d'un conservador-restaurador és anul·lar o com reduir al mínim l'índex de deterioració d'un objecte, això es pot aconseguir o a través de mètodes intervencionistes o no-intervencionistes.

### Conservació preventiva
Molts objectes culturals són sensibles a condicions mediambientals com temperatura, humitat i exposició a llum natural i ultraviolada. S'han de protegir en un ambient controlat on tals variables es mantinguin dins d'una gamma de nivells restrictius de dany. Per exemple, és necessari protegir les pintures d'aquarel·la de la llum solar per evitar que s'esvaneixin els pigments.
La conservació preventiva és un element important en les polítiques de museus i en el manteniment de col·leccions. És una responsabilitat essencial dels professionals de museus crear i mantenir un ambient protector per a les col·leccions que gestionen, ja sigui durant el període d'emmagatzematge, durant l'exhibició o durant el transport d'objectes. Un museu ha de supervisar amb atenció l'estat de les col·leccions per determinar quan un artefacte requereix un treball de conservació i els serveis d'un especialista qualificat.

### Conservació intervencionista

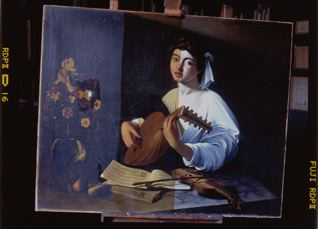
Procés de neteja d'un quadre de Caravaggio

La conservació intervencionista és qualsevol acte d'un conservador que impliqui una interacció directa sobre l'objecte analitzat. Aquests tractaments intervencionistes poden implicar netejar, suprimir el vernís, consolidar, fixar, estabilitzar, reparar o fins i tot substituir de parts de l'objecte original. És essencial que el restaurador justifiqui i documenti tot el procés de treball i els materials utilitzats, per ajudar a resoldre dubtes en futures intervencions. Aquestes accions es duen a terme per diversos motius, com mantenir la seva integritat estètica, estructural o d'estabilització de la mateixa peça.
Una de les normes bàsiques en processos de conservació ha estat tradicionalment la idea de reversibilitat, és a dir que totes les intervencions sobre l'objecte haurien de ser plenament reversibles, i l'objecte hauria de ser capaç de ser tornat a l'estat en el qual era abans de la intervenció dels conservadors. Tot i ser un dels preceptes bàsics de la professió, aquesta teoria ha sigut àmpliament discutida entre diversos cercles professionals i actualment és considerat per molts com "un concepte borrós". Un altre principi important de la conservació i restauració és que totes les alteracions haurien de ser clarament distingibles de l'objecte original.

## Laboratori de conservació

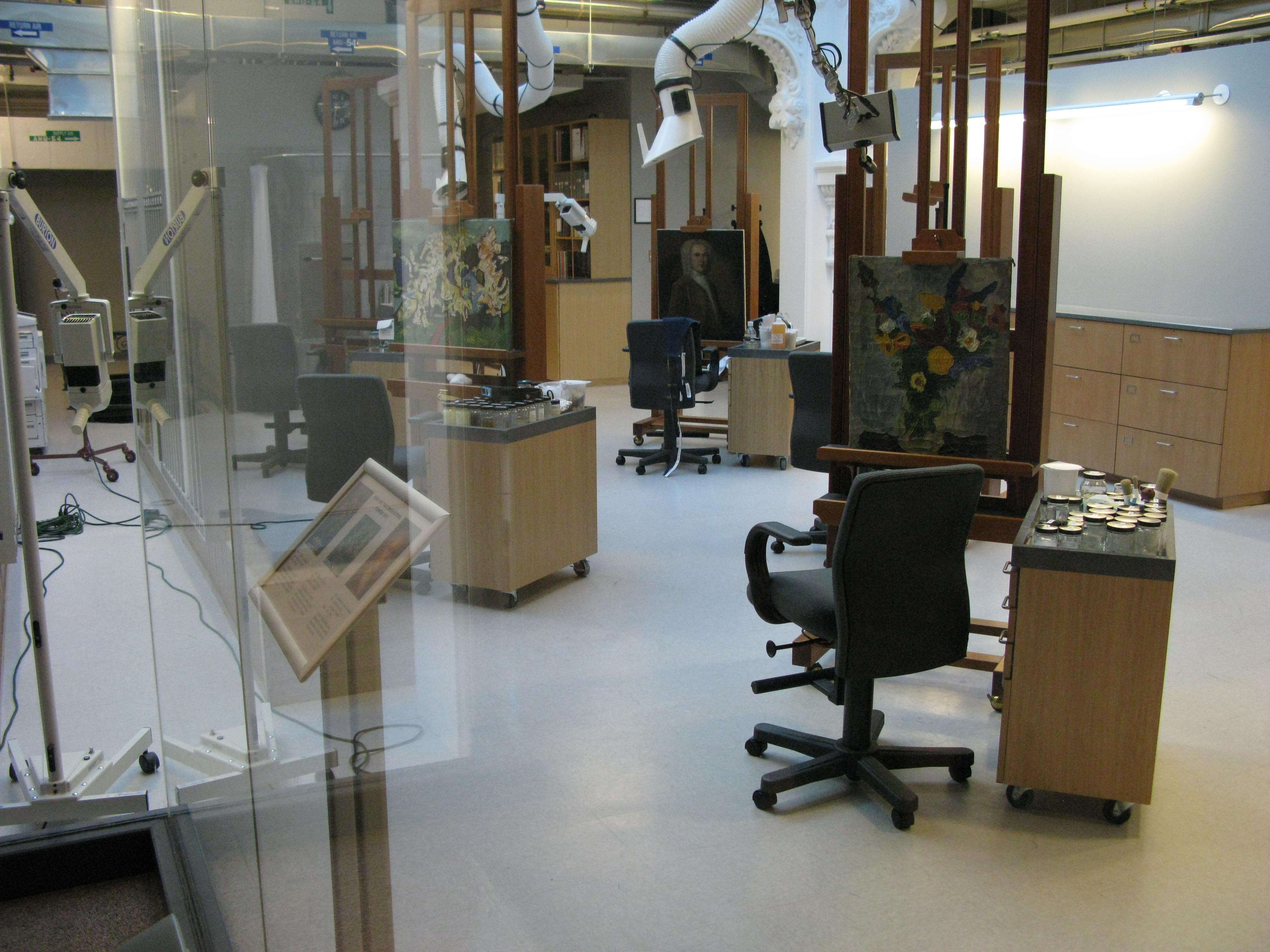
El Centre de Conservació Lunder. El personal de conservació del Smithsonian American Art Museum i la National Portrait Gallery és visible al públic a través de parets de vidre que permeten als visitants veure-hi de primera mà les tècniques que els conservadors del museu fan servir per examinar, tractar i preservar les obres d'art dins del laboratori.

Els conservadors utilitzen de manera rutinària anàlisis químiques i científiques per a l'examen i tractament d'obres d'art. Un laboratori de conservació modern utilitza equips com microscopis, espectròmetres, i màquines de raigs x, per entendre millor els objectes i els seus components. Les dades recollides ajuden a decidir els tractaments de conservació que s'hauran de proporcionar a l'objecte.

## Formació
Inicialment, la formació en conservació es basava en un procés d'autoaprenentatge, on lentament es desenvolupaven les habilitats necessàries per emprendre la seva feina, ja que no estava regulada. Gradualment els estudis de conservació i restauració es van anar incorporant a l'ensenyament reglat, però en branques diverses que donaven lloc a titulacions de diversos nivells. Aleshores, la reivindicació d'una titulació única per accedir a la professió va esdevenir un objectiu preferent. La creació del Grau en Conservació restauració del patrimoni cultural va consolidar l'enquadrament dels estudis de conservació-restauració en l'àmbit de l'ensenyament superior. A Catalunya els estudis superiors de conservació restauració es poden cursar a l'Escola Superior de Conservació i Restauració de Béns Culturals de Catalunya i a la Universitat de Barcelona.
La conservació és un camp interdisciplinari, ja que es treballa basant-se en coneixements provinents de diferents disciplines, com la història de l'art, l'arqueologia, les ciències (incloent-hi química, biologia, i ciència de materials) i l'antropologia, entre d'altres. També han de tenir coneixements de disseny, fabricació artística, i d'altres habilitats especials necessàries per a l'aplicació pràctica d'aquests coneixements.
Es així mateix un camp altament especialitzat que no tan sols requereix el coneixement de les tècniques si no també dels criteris i conceptes teòrics aplicables per a fer efectiva la preservació i el gaudi del patrimoni per les generacions futures. Les actuacions dutes a terme per persones mancades de professionalitat i de coneixements específics poden acabar esdevenint nyaps i actuacions que comportin pèrdues irreversibles (cas de l'Ecce Homo de Borja)

## Documents internacionals de patrimoni cultural
| Any  | Document                                                                   | Sponsor | Text |
| ---- | -------------------------------------------------------------------------- | --- | --- |
| 1931 | Carta d'Atenes                                                             | Congrés Internacional d'Arquitectes i Tècnics de Monuments Històrics                                                                 | text Arxivat 2011-05-18 a Wayback Machine.                                                                                                |
| 1931 | Carta Di Atene                                                             | Conferenza Internazionale di Atene                                                                                                   | text Arxivat 2009-05-23 a Wayback Machine. (italià)                                                                                       |
| 1932 | Carta Italiana del restauro                                                | Consiglio Superiore Per Le Antichità e Belle Arti                                                                                    | text Arxivat 2009-05-23 a Wayback Machine. (italià)                                                                                       |
| 1933 | Carta d'Atenes                                                             | IV CIAM | text (anglès) |
| 1956 | Recomanació de Nova Deli                                                   | IX UNESCO | text Arxivat 2008-05-14 a Wayback Machine., text Arxivat 2008-05-13 a Wayback Machine. (anglès)                                           |
| 1962 | Recomanació de París                                                       | XII UNESCO | text Arxivat 2008-05-13 a Wayback Machine. (anglès)                                                                                       |
| 1964 | Carta de Venècia                                                           | II International Congress of Architects and Technicians of Historic Monuments                                                        | text Arxivat 2009-07-06 a Wayback Machine., text Arxivat 2009-07-06 a Wayback Machine. (anglès)                                           |
| 1964 | Recomanació de París                                                       | XIII UNESCO | text Arxivat 2008-05-13 a Wayback Machine. (anglès)                                                                                       |
| 1967 | Normes de Quito                                                            | OAS | text (castellà) |
| 1968 | Recomanació de París                                                       | XV UNESCO | text Arxivat 2008-05-13 a Wayback Machine. (anglès)                                                                                       |
| 1972 | Convenció de París                                                         | XVII UNESCO | text (anglès) |
| 1972 | Recomanació de París                                                       | XVII UNESCO | text Arxivat 2008-05-14 a Wayback Machine. (anglès)                                                                                       |
| 1972 | Carta Italiana del Restauro                                                | | text Arxivat 2009-05-23 a Wayback Machine. (italià)                                                                                       |
| 1972 | Declaració d'Estocolm                                                      | UNEP | text Arxivat 2015-03-14 at the Library of Congress (anglès)                                                                               |
| 1974 | Resolució de Santo Domingo                                                 | Interamerican Seminar on the Conservation and Restoration of the Architectural Heritage of the Colonial and Republican Periods - OAS | text (portuguès), text (portuguès) |
| 1975 | Declaració d'Àmsterdam                                                     | Congress on the European Architectural Heritage                                                                                      | text Arxivat 2008-07-25 a Wayback Machine. (anglès)                                                                                       |
| 1975 | Carta Europea de Patrimoni Arquitectònic                                   | Consell d'Europa | text Arxivat 2008-07-25 a Wayback Machine. (anglès)                                                                                       |
| 1976 | Carte de Turisme Cultural, Brussel·les                                     | International Seminar on Contemporary Tourism and Humanism                                                                           | text (anglès) |
| 1976 | Recomanació de Nairobi                                                     | XIX UNESCO | text Arxivat 2008-05-13 a Wayback Machine. (anglès)                                                                                       |
| 1977 | Carta del Machu Picchu                                                     | | text (portuguès), text (portuguès), text Arxivat 2009-08-24 a Wayback Machine. (Spanish), ref Arxivat 2012-03-11 at Archive.is (castellà) |
| 1981 | Carta de Burra, (Austràlia)                                                | ICOMOS | text Arxivat 2008-05-12 a Wayback Machine. (anglès)                                                                                       |
| 1982 | Carta de Florència                                                         | ICOMOS: Historic Gardens | text, text Arxivat 2011-09-28 a Wayback Machine. (anglès)                                                                                 |
| 1982 | Declaració de Nairobi                                                      | UNEP | text Arxivat 2009-02-18 a Wayback Machine.                                                                                                |
| 1982 | Declaració de Tlaxcala                                                     | ICOMOS | text Arxivat 2008-05-17 a Wayback Machine.                                                                                                |
| 1982 | Declaració de Mèxic                                                        | World Conference on Cultural Policies - MONDIACULT                                                                                   | text, text |
| 1983 | Declaració de Roma                                                         | ICOMOS | text Arxivat 2008-05-17 a Wayback Machine.                                                                                                |
| 1987 | Carta della conservazione e del restauro degli oggetti d'arte e di cultura | | text (italià) |
| 1987 | Carta de Washington                                                        | ICOMOS | text, text |
| 1989 | Recomanació de París                                                       | XXV UNESCO | text |
| 1990 | Carta de Lausana                                                           | ICOMOS / ICAHM | text, text |
| 1994 | Document de Nara                                                           | UNESCO / ICCROM / ICOMOS | text, text |
| 1995 | Recomanació Europea                                                        | Consell d'Europa | text (Rec(95)3E), text (Rec(95)9E) |
| 1996 | Declaració de San Antonio                                                  | ICOMOS | text Arxivat 2008-05-17 a Wayback Machine.                                                                                                |
| 1997 | Declaratió de Sofia                                                        | XI ICOMOS or XXIX UNESCO | text |
| 1997 | Carta de Mar del Plata                                                     | Mercosul | text (portuguès), text (portuguès), text Arxivat 2011-07-06 a Wayback Machine. (Spanish), text (castellà)                                 |
| 2000 | Carta de Cracòvia                                                          | | text (italià) |
| 2002 | Declaration de Cartagena d'Índies, Colòmbia                                | Conselho Andino, OAS | text |
| 2003 | Recomanació de París                                                       | XXXII UNESCO | text |

## Centres de restauració
- Centre de Restauració de Béns Mobles de Catalunya (CRBMC, 1981)
- Centre de Conservació de Béns Culturals de Castella i Lleó, (CCBCCL, 1988)
- Centre de Conservació i Restauració de Castella-la Manxa (CCRCM, 2007)
- Centre de Restauració de la Regió de Múrcia (CRRM, 1985)
- Centre de Conservació i Restauració de Béns Culturals d'Extremadura (CCRBCE, 1999)

## Instituts de patrimoni
- Institut del Patrimoni Cultural d'Espanya (IPCE, 1985)
- Institut Andalús de Patrimoni Històric (IAPH, 1989)
- Institut Valencià de Conservació i Restauració de Béns Culturals (IVCR, 1989)[15]
- Institut Universitari de Restauració del Patrimoni de la Universitat Politècnica de València